# Platytylus
Platytylus is een geslacht van wantsen uit de familie van de Miridae (Blindwantsen). Het geslacht werd voor het eerst wetenschappelijk beschreven door Franz Xaver Fieber in 1858.

## Soorten
Het genus bevat de volgende soorten:

- Platytylus amoenus (Kuhlgatz, 1902)
- Platytylus barreirensis Carvalho, 1993
- Platytylus bicinctus (Walker, 1873)
- Platytylus bicolor (Le Peletier & Serville, 1825)
- Platytylus binotatus Carvalho & Schaffner, 1987
- Platytylus bisignatus Carvalho & Schaffner, 1975
- Platytylus bolivianus Carvalho & Schaffner, 1975
- Platytylus chiriquinus (Distant, 1883)
- Platytylus dureti Carvalho & Carpintero, 1990
- Platytylus guatemalanus (Distant, 1883)
- Platytylus handlirschi Reuter, 1907
- Platytylus jataiensis Carvalho, 1988
- Platytylus kuhlgatzi Reuter, 1910
- Platytylus mayri Reuter, 1907
- Platytylus melanochrus (Herrich-Schaeffer, 1845)
- Platytylus mexicanus Carvalho & Schaffner, 1975
- Platytylus miniatus Carvalho & Schaffner, 1975
- Platytylus montanus (Distant, 1883)
- Platytylus nattereri Reuter, 1907
- Platytylus nigrocollaris Carvalho, 1989
- Platytylus notatus Carvalho & Schaffner, 1975
- Platytylus occipitalis (Berg, 1892)
- Platytylus ornaticollis (Stal, 1862)
- Platytylus paraguaiensis Carvalho, 1988
- Platytylus parvulus Reuter, 1910
- Platytylus peruanus Carvalho & Carpintero, 1990
- Platytylus proximus Carvalho & Schaffner, 1975
- Platytylus pullatus (Burmeister, 1835)
- Platytylus rubriventris Carvalho & Schaffner, 1987
- Platytylus saltensis Carvalho & Carpìntero, 1987
- Platytylus seminigroides Carvalho & Fontes, 1970
- Platytylus singularis Carvalho & Schaffner, 1975
- Platytylus trinotatus Carvalho, 1989
- Platytylus veracruzensis Carvalho & Schaffner, 1987